# Marienkapelle (Walkerszell)

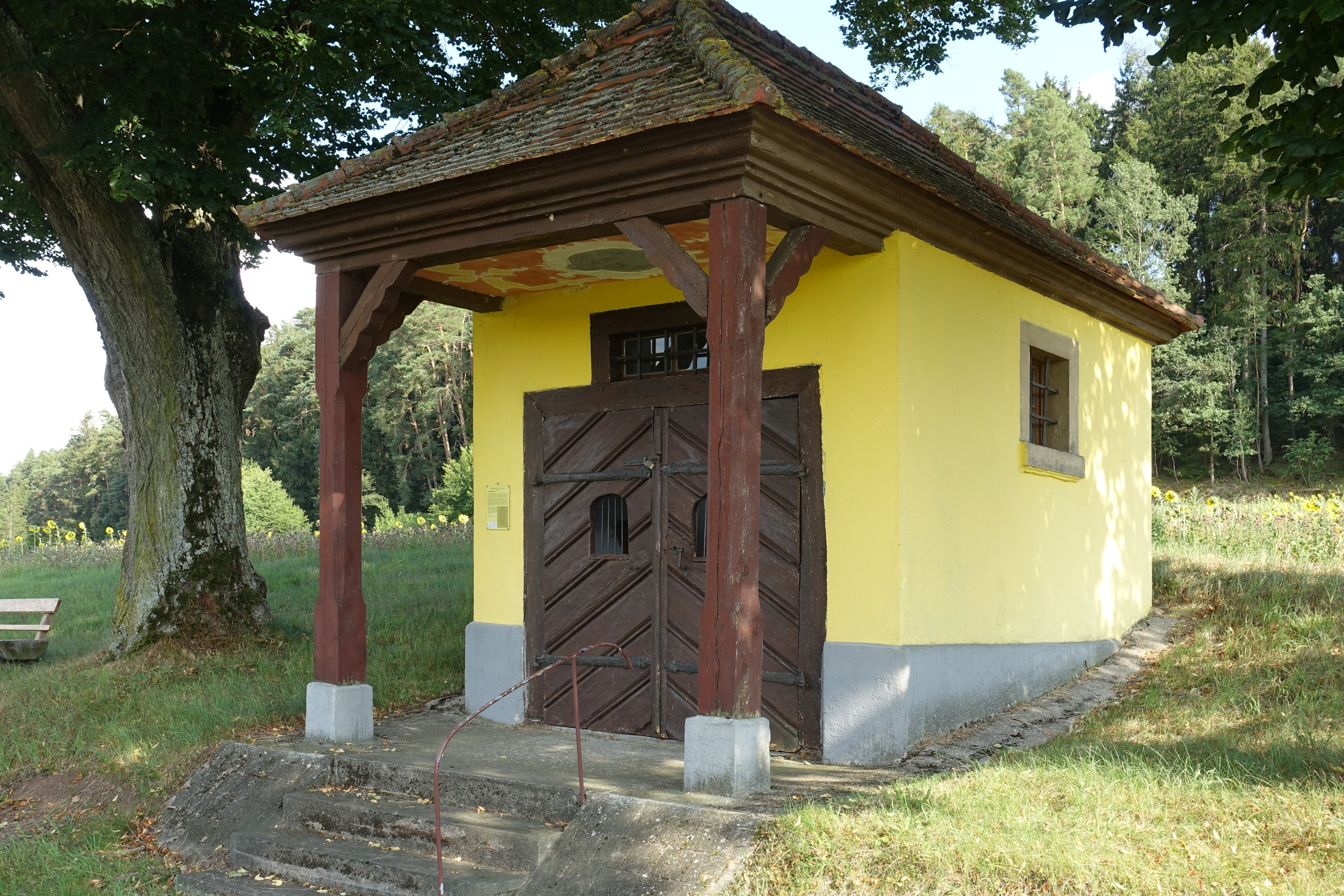
Marienkapelle

Die Marienkapelle ist eine der Maria, Mutter Jesu geweihte Kapelle in Walkerszell, einem Gemeindeteil des Marktes Pleinfeld im mittelfränkischen Landkreis Weißenburg-Gunzenhausen. Das Gebäude ist unter der Denkmalnummer D-5-77-161-120 als Baudenkmal in die Bayerische Denkmalliste eingetragen.
Das Gebäude steht auf der Flur Veiter Wegfeld unweit östlich des Ortes oberhalb des Walkerszeller Baches auf einer Höhe von 409 m ü. NHN. Die Kapelle ist ein kleiner massiver Walmdachbau mit vorgezogenem Dach. Am 15. August (Mariä Aufnahme in den Himmel) findet eine Fußwallfahrt von der Kirche St. Johann Baptist zur Kapelle statt.
Sie wurde 1712 vom Bauern Brendl errichtet und 1739 erweitert. Die Kapelle wird von der ortsansässigen Familie Lierheimer betreut. Die barocke Stuckdecke ist im nordbayerischen Raum einzigartig.